# Scoletta dei Calegheri
Die Scoletta dei Calegheri (oder Scuola dei Calegheri) ist ein historisches Gebäude am Campo San Tomà in Venedig. Sie gehörte zu den kleinen venezianischen Scuole.

## Geschichte

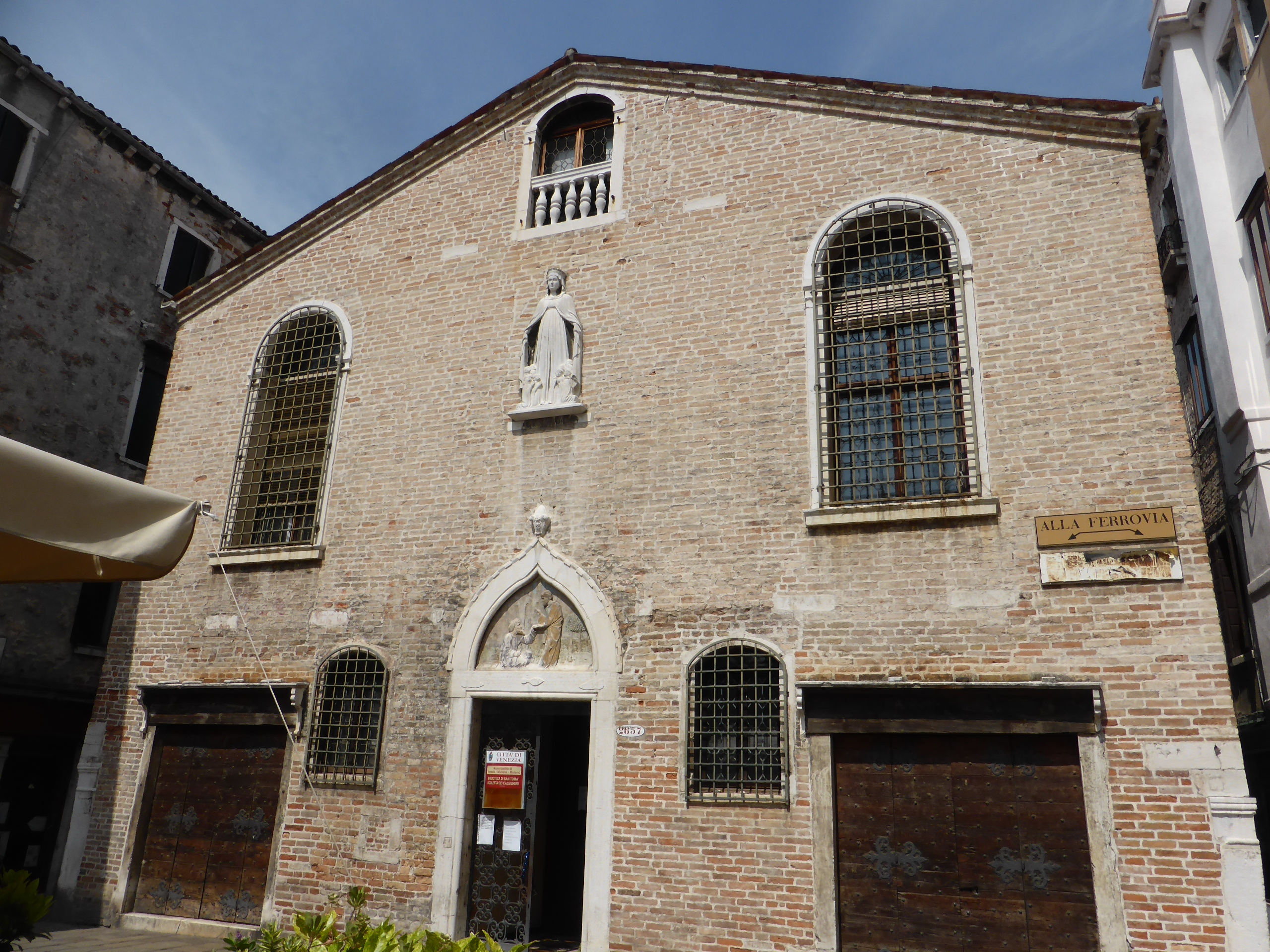
Scoletta dei Calegheri, Gesamtansicht

Die Gilde der Schuhmacher und Flickschuster (calegheri e zavatteri) erwarb das Gebäude im Jahr 1446 und restaurierte es laut Inschrift im Jahr 1478.
Der Saal im Obergeschoss dient heute als öffentliche Bibliothek (Biblioteca di San Tomà) und kann zu den Öffnungszeiten besucht werden.

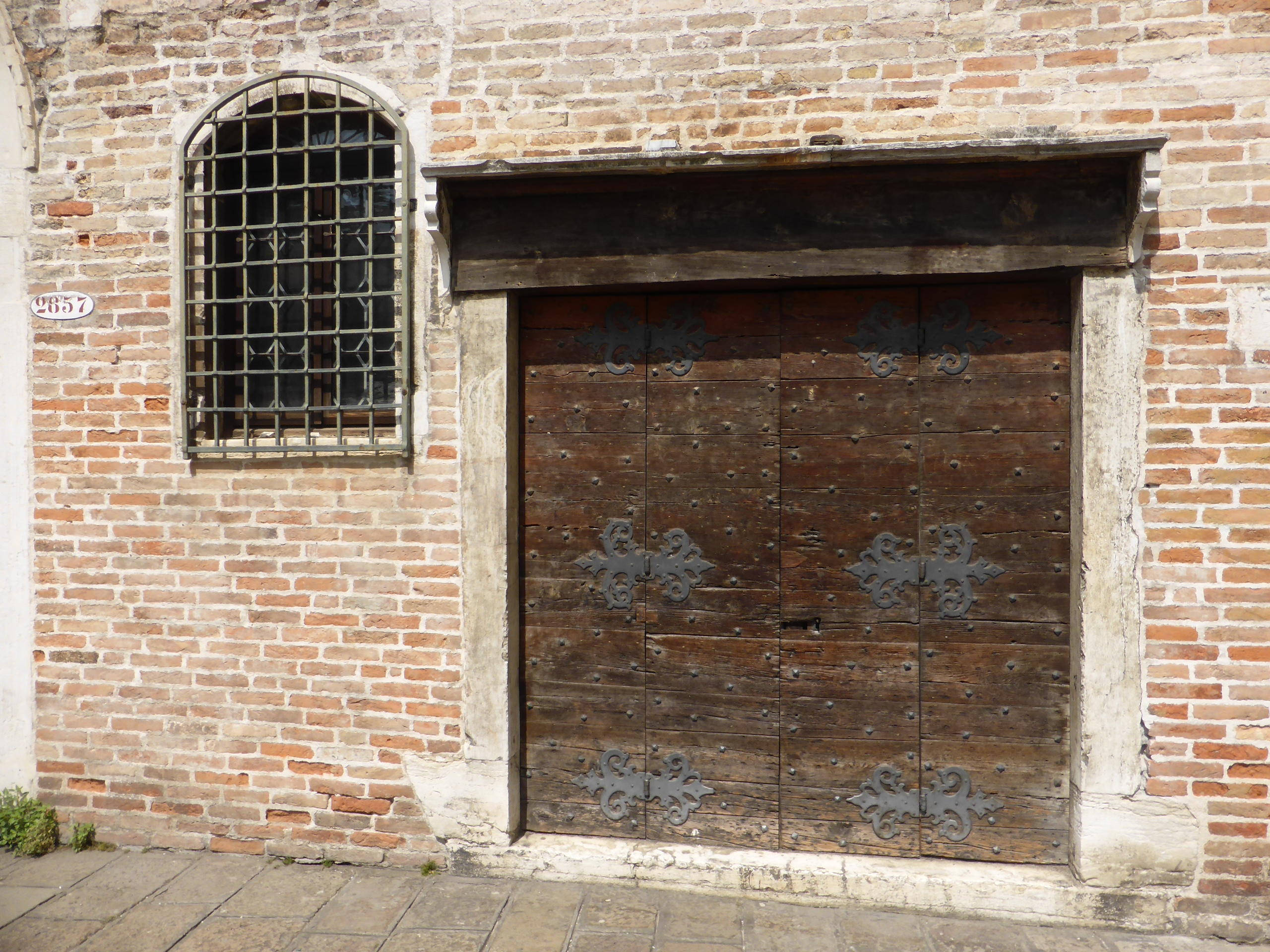
Laden im Erdgeschoss

## Baubeschreibung
Das Bauwerk gehört der Gotik an. Ergebnis späterer Umbauten sind die Läden im Erdgeschoss.
In der Mittelachse der Fassade, die auf den Campo San Tomà weist, ist auf Höhe des ersten Stocks zwischen zwei großen Fenstern eine Schutzmantelmadonna im Hochrelief dargestellt. Dieses Kunstwerk des 14. Jahrhunderts stammt von der abgerissenen Kirche Santa Maria dei Servi. Es wurde erst 1928 an dieser Stelle angebracht.
Darunter befindet sich der Haupteingang. Die Lünette über dem Portal ist seit der Renovierung von 1479 mit einem Flachrelief geschmückt, das Pietro Lombardo zugeschrieben wird. In den Jahren 2002 bis 2003 wurde dieses Relief gereinigt, wobei Reste der ursprünglichen Bemalung und Vergoldung ans Licht kamen. Dargestellt ist der Evangelist Markus (der Stadtpatron von Venedig), der bei seiner Ankunft in Alexandria den Flickschuster Anianus (den Patron der Gilde) heilt. Dass die Bekehrung des Anianus ein Hauptbestandteil der Markuslegende ist, war für die venezianische Schuster- bzw. Flickschustergilde von großer Bedeutung. Anianus trägt die zeitgenössische orientalische Tracht, sieht also aus wie ein Moslem. Im Gegensatz zu anderen europäischen Kaufleuten waren Venezianer in den muslimischen Städten des Vorderen Orients kontinuierlich präsent und vermittelten den Künstlern ihrer Heimatstadt eine gute Kenntnis der dortigen Lebensweise, wofür dieses Relief, ebenso wie das Relief der Scuola Grande di San Marco, welches die gleiche Szene zum Thema hat, als Beispiel gelten kann.
Die Oberschwelle zeigt die anlässlich der Renovierung angefertigte Inschrift mit drei im Relief dargestellten Schuhen.
Das Obergeschoss, ehemals Versammlungsraum der Gilde, besitzt eine Reihe von Fresken des 15. Jahrhunderts. Dargestellt sind Mariae Verkündigung und Szenen aus Heiligenviten, darunter wieder St. Markus und St. Anianus in Alexandria.